# Saarijärvi (sjö i Taipalsaari, Södra Karelen)
Saarijärvi är en sjö i kommunen Taipalsaari i landskapet Södra Karelen i Finland. Sjön ligger 86,2 meter över havet. Den är 13,02 meter djup. Arean är 60 hektar och strandlinjen är 9,48 kilometer lång. Sjön  ingår i Vuoksens huvudavrinningsområde.   Den ligger omkring 30 km nordväst om Villmanstrand och omkring 190 km nordöst om Helsingfors. 